# المسجد الكبير

المسجد الكبير والجامع الكبير والمسجد العام حَدّه أن يكون طوله خمساً وعشرين خُطوة وعرضه من المحراب إلى حد الصحن خمس عشرة خطوة وفي رواية طوله ستّون ذراعاً وعرضه ثلاثون ذراعاً. ويقابله المسجد الخاص.